# Denzil Douglas
Denzil Llewellyn Douglas (Saint Paul Capisterre, 14 de janeiro de 1953) é um médico e político de São Cristóvão e Neves, primeiro-ministro de seu país entre 1995 e 2015.